# 넵워스

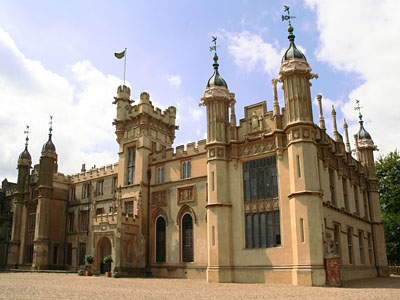
넵워스의 넵워스 하우스

넵워스(영어: Knebworth)는 잉글랜드 하트퍼드셔주 북부에 위치한 마을이자 시민 교구이다. 시민 교구는 대치워스, 울머 그린, 코디코트, 킴튼, 휘트웰, 세인트 폴스 월든, 랭글리 마을 사이의 지역을 포함하고 있으며, 올드 넵워스, 넵워스 하우스의 작은 마을인 넵워스 마을을 포함한다.

## 역사
1086년 둠스데이 북에 언급된 것처럼 11세기까지 이 지역에 살았던 사람들의 증거가 있는데, 이 지역은 체네페워드(5세기 크네브바주 작센데인에 속한 농장)로 기록되어 있으며, 인구는 33가구로 기록되어 있으며, 토지는 에드워드 참회왕의 통치자인 와레의 에스킬에 속해 있다. 그러나 그 이름이 대신 '언덕 위의 마을'을 의미했을 수도 있다는 다른 해석이 있다. 'Chenepeworde'라는 이름의 철자는 그 이후로 'Knebworth'의 현대 철자가 되었다.
원래 마을은 현재 올드 넵워스로 알려져 있으며, 성 마리아와 성 토마스 교회의 교구 내에서 발전하였다. 석조 교회는 1120년경에 지어졌으며, 돔스데이 북에는 교회에 대한 언급이 없지만, 더 실질적인 목조 교회가 세워지기 전에 이 곳에 목재로 된 색슨 교회가 있었을 것이라는 추측이 있다.
이 장원은 1492년경 릿튼 가문의 손에 넘어갔고, 이때 장원은 후기 고딕 양식의 장원으로 재건되었다. 이 집은 19세기에 현재의 튜더 고딕 건축물로 개조되기 전까지 거의 변하지 않았다.

## 운송

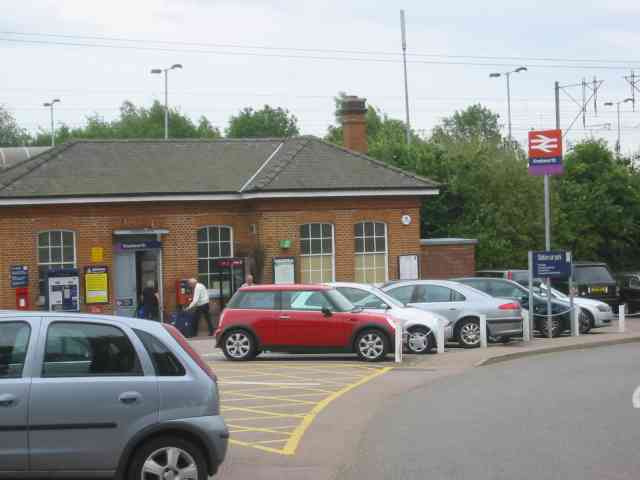
넵워스역

넵워스는 이스트 코스트 본선을 운행하는 4개의 승강장이 있는 철도역이 있다. 런던 킹스크로스 역에서는 남행 운행이, 케임브리지역에서는 피터버러역에서는 북행 운행이 이루어진다. 이 역과 열차 운행은 그레이트 노던에 의해 운영된다.